# ぎふワールド・ローズガーデン
ぎふワールド・ローズガーデン（GIFU WORLD ROSE GARDEN）は、岐阜県可児市にある公園（岐阜県営都市公園）。

## 概要
2021年（令和3年）10月9日に「花フェスタ記念公園」から名称を変更した。
2021年（令和3年）10月現在、約6,000種2万株のバラが植えられ、世界有数のバラ園である。

## 歴史
- 1984年 - 県営都市公園として計画。用地の確保を開始。10年後の1993年の全面供用を目標とする。
- 1989年4月 - 花トピア（岐阜県花き総合指導センター）を開設。
- 1992年4月 - 野球場とテニスコートを開設。
- 1995年 - 花フェスタ'95ぎふを開催（4月26日～6月4日）。閉幕後、敷地調整のため休園。
- 1996年4月26日 - 再オープンに伴い有料化。公園名を可児公園から花フェスタ記念公園に改称。
- 2001年 - モーニング娘。が野球場でライブを行った（当初は8月21日の予定だったが台風襲来で延期、10月28日に開催）。
- 2003年 - 世界バラ会議の優秀庭園賞を日本で初めて受賞。
- 2005年 - 花フェスタ2005ぎふを開催（3月1日～6月12日）。愛知県で開催された愛知万博に関連して。開催期間は万博より短かったが、万博とは別に多くの来場があった。
- 2011年 - 4月から「花フェスタ記念公園運営管理グループ」が指定管理者として管理運営している。
- 2015年 - 花フェスタ2015ぎふを開催（5月16日～6月21日）。開催期間は過去2回より短くなった。
- 2020年1月11日 ～ 2021年2月14日 - 公園内の花のミュージアムに『麒麟がくる』大河ドラマ館が開館していた[3]。当初は2021年1月11日までだったが「麒麟がくる」の放送期間変更により延長された。
- 2021年5月16日 - 花のミュージアムホールに、大河ドラマ館跡地を利用して明智光秀ゆかりの地や美濃桃山陶などを発信する展示施設「明智荘の館」をオープン[4]。
- 2021年10月9日 - 名称をぎふワールド・ローズガーデンに変更[2]。

## 施設

### バラのテーマガーデン
以下14のテーマにより構成されるバラ中心の庭園。展示品種の多彩さのみならず、庭園設計、演出・展示方法も多種に及ぶ。
1. ウェルカムガーデン　－ ローズペイサージュガーデンとしては世界最大規模で、17品種約5500株のバラが植栽されている。
2. 香りの庭 － 香り豊かなバラを集めた庭。
3. アンネのバラ園 － アンネのバラとアンネ・フランクの銅像がある。
4. ペルシャのバラの庭 － 「アラビアンナイト（千夜一夜物語）」にちなんだ品種や、ロサペルシカの血を受け継いだエキゾチックなバラを集めた庭園。
5. ニューローズガーデン － 新種のバラがいち早く観賞できる。
6. フレンドシップガーデン － 友好関係にある英国王立バラ協会との提携を記念して作られた庭園。
7. ローズテラスとバラ回廊 －　中央テラスからは四季咲きのバラを見渡せ、外周部では323ｍのバラのトンネルを散策できる庭園です。
8. オールドローズガーデン － オールドローズを鑑賞できる庭園。
9. ロイヤルローズガーデン － 日本の皇族やイギリス王室の他、世界各国の王族にちなんで名付けられたバラを植栽。「プリンセス・ミチコ」、「プリンセス・オブ・ウェールズ」、「クィーン・エリザベス」、「マサコ」、「プリンセス・ド・モナコ」など。
10. ホワイトローズガーデン － 白いバラと草花をアレンジした庭園。
11. テラスガーデン － イタリアのテラス庭園の手法を用いたバラ園。
12. モロッコロイヤルローズガーデン － モロッコ王国から寄贈されたバラの庭。
13. 水とバラの庭 － 日本庭園とバラを融合させた庭園。
14. 6月の庭 － 6月の上旬に見ごろがくる遅咲きのつるバラを集めた庭。

### 明智荘の館
令和4年1月8日から12月28日の期間、「承久の乱」を中心に岐阜県が舞台となった「壬申の乱」や「関ヶ原の戦い」を含めた決戦の紹介、ゆかりの地の魅力を発信するパネルや甲冑展等を開催。

### 織部庵（茶室）
千利休の高弟（7人のうち）の1人として知られる「古田織部」の「オリベイズム（織部流）」が随所に見られる本格茶室。

## アクセス

### 公共交通機関
- JR太多線 可児駅・名鉄広見線 新可児駅からバス。
  - 直行シャトルバス（2021年（令和3年）1月11日まで毎日運行）。
  - 可児市コミュニティバス（さつきバス）東部線が可児市中心部より月～土曜日に運行。
- 土・日曜日と祝日（振替休日を含む）には、名鉄広見線 明智駅からKバスが運行されている。
- 季節によっては、名鉄バスと東鉄バスが共同運行する都市間高速バスの桜ヶ丘ハイツ線と可児市役所線が延長運行されることがある。
- 名鉄広見線 明智駅または顔戸駅から徒歩で約30分。
- ふれあい予約バス（御嵩町のデマンド型交通（事前予約制））

### 自動車
- 東海環状自動車道 可児御嵩ICからおよそ2km。
- 国道21号や多治見市方面からは2つのアクセス道路（県道83号と県道381号。それぞれ東入口と西入口に行ける）がある。